# Bagnols-les-Bains
Bagnols-les-Bains (okcitán nyelven Banhòu) korábbi község Franciaország Okcitánia régiójában, Lozère megyében. 2011-ben 233 lakosa volt, elsősorban gyógyfürdőjéről ismert.
2017. január 1-jén öt másik korábbi községgel egyesült és az így létrejött Mont Lozère et Goulet új község része lett.

## Fekvése
Bagnols-les-Bains a Lot folyó völgyében fekszik, 950 méteres (a községterület 898-1145 méteres) tengerszint feletti magasságban, Le Bleymard-tól 9 km-re nyugatra. A megye 2. legkisebb területű községe (2,4 km²). Délről a Loubière állami erdő (10 km²), északról a Mas-de-l’Ayre állami erdő övezi.
Nyugatról Chadenet, keletről pedig Saint-Julien-du-Tournel községekkel határos.
Bagnols-les-Bainst a Lot völgyében haladó D901-es megyei út köti össze Le Bleymarddal és a Tourette-hágóval (11 km), a D41-es út a Loubière-hágón (1181 m) keresztül a Nize völgyével és Saint-Bauzile-lel (19 km).

## Története
Bagnols-les-Bains a történelmi Gévaudan tartomány Tourneli báróságához tartozott. Gyógyvizét már az ókori rómaiak is ismerték Aqua Calida Balneum néven, az 5. században Clermont püspöke, Sidoine, az itteni víz gyógyító hatásáról számolt be egy barátjának írott levelében. 1764-ben kezdődött a fürdő kiépítése Bagnols akkori birtokosának, Morangiès grófnak az utasítására, ekkor számos ókori tárgyat találtak az építkezések során. 1857-ben III. Napóleon rendeletére Bagnols fürdőhelyi rangot kapott.
1961. március 8-án nevét Bagnols-ról Bagnols-les-Bains-re módosították.

### Demográfia
| Év   | Lakosság |
| ---- | -------- |
| 1793 | 380      |
| 1851 | 430      |
| 1876 | 416      |
| 1901 | 408      |
| 1936 | 331      |

| Év   | Lakosság |
| ---- | -------- |
| 1946 | 320      |
| 1954 | 246      |
| 1962 | 232      |
| 1968 | 208      |

| Év   | Lakosság |
| ---- | -------- |
| 1975 | 216      |
| 1982 | 240      |
| 1990 | 200      |
| 1999 | 243      |
| 2010 | 238      |

## Nevezetességei
- A gyógyfürdőt (4 kénes termálforrás, 1 hidegvizű forrás) 1978-ban modernizálták.
- Sainte-Enimie-nek szentelt temploma a 19. században épült. A meroving királylány, aki később a róla elnevezett városban halt meg, 620 körül élt Bagnols-ban.
- Kaszinó – az egyetlen kaszinó a megyében.

## Kapcsolódó szócikk
- Lozère megye községei